# Platypolia anceps
Platypolia anceps är en fjärilsart som beskrevs av Stephens 1850. Platypolia anceps ingår i släktet Platypolia och familjen nattflyn. Inga underarter finns listade i Catalogue of Life.